# District historique de Printers Alley
Pour les articles homonymes, voir Printer.
Le district historique de Printers Alley – ou Printers Alley Historic District en anglais – est un district historique américain situé à Nashville, dans le Tennessee. Il est inscrit au Registre national des lieux historiques depuis le 26 août 1982.